# Будский, Йозеф
Йозеф Будский (словац. Josef Budský; 11 июня 1911, Прага, Цислейтания — 31 января 1989, Братислава) — словацкий и чехословацкий театральный деятель, актёр театра и кино, режиссёр, певец, театральный педагог. Заслуженный артист ЧССР (1960). Народный артист ЧССР (1966). Лауреат Государственной премии им. Климента Готвальда (1958).
Вошёл в историю словацкого театра, как выдающийся деятель, внёсший неоценимый вклад в повышение уровня словацкого профессионального театра.

## Биография
С 1930 года пел в хоре. Играл в любительском театре. В 1930 году поступил актёром в Театр Чешского Северо-Востока (Divadla českého severovýchodu). В 1932—1935 годах работал в театральной труппе Йозефа Бурды.
В 1935—1938 годах работал в коллективе Словацкого драмтеатра. В годы Второй Мировой войны — режиссёр театров Словакии. После 1945 года полностью посвятил себя режиссуре.
В 1945—1953 годах — руководитель Национального театра в Братиславе. Работал в других театрах.
Среди постановок: пьесы Шекспира («Отелло», «Ромео и Джульетта», «Макбет», «Гамлет» и «Комедия ошибок»), Чехова («Дядя Ваня», «Вишнёвый сад»), Горького (Враги), также ставил пьесы современных словацких драматургов, а также пьесы из чешского драматического наследия.
Среди постановок: «Любовь Яровая» Тренева (1950), «Антигона и другие» Карваша (1962).
Снялся в 25 кинофильмах.
С 1950 по 1954 год — преподаватель и руководитель театрального курса Государственной консерватории в Братиславе, с 1950 по 1976 год был преподавателем в Академии исполнительских искусств в Братиславе. В 1959 году стал доцентом, а в 1965 году профессором университета им. Я. А. Коменского в Братиславе. Вышел на пенсию в 1977 году.

## Фильмография
- 1938 — Co se šeptá
- 1947 — Varúj…!
- 1948 — Bílá tma
- 1948 — Vlčie diery
- 1951 — Бой закончится завтра
- 1959 — Капитан Дабач
- 1961 — Tri razy svitá ráno
- 1963 — Иванов
- 1966 — Majster kat
- 1966 — Vrah zo záhrobia
- 1969 — Génius
- 1970 — Zločin slečny Bacilpýšky
- 1971 — Nevesta hôľ
- 1972 — Завтра будет поздно…